# Lummelundagrottan
Lummelundagrottan es una reserva natural ubicada cerca de Lummelunds bruk, al norte de la ciudad de Visby, en la provincia de Gotland (Suecia). Es más conocida como Lummelundagrottan, pero también es llamada Rövarkulan ("La cueva de ladrones"). La reserva tiene 17 hectáreas e incluye la cueva y una zona por encima del suelo. Es una de las mayores cuevas en Suecia. Las partes investigadas alcanzan a medir casi 4 km (2,5 millas) El sitio es visitado por unas 110 000 personas cada año.